# Palabras para Paula (canción)
"Palabras para Paula" es la novena pista del quinto álbum de estudio de La Oreja de Van Gogh, A las cinco en el Astoria. La canción está dedicada a la hija de Haritz Garde, el baterista de LOVG
- Datos: Q6057535